# 三木直綱
三木 直綱（みつき なおつな、生没年不詳）は、安土桃山時代から江戸時代初期にかけての武将。右近大夫。姉小路頼綱の四男。森直綱。母は斎藤道三娘、室は遠藤慶隆の娘・清洲。子に遠藤慶利、養子に森自直がいる。

## 生涯
飛騨の戦国大名・姉小路氏の一門で姉小路頼綱の子として誕生した。
飛騨征伐の時には、遠藤慶隆の下に三木近綱と共にいたと考えられる。長じて森直綱と名乗り、遠藤慶隆の息女を娶り、その後は徳川義直に仕えて尾張藩士となった。

## 人物・子孫
遠藤慶隆に嫡子がいなかったため、慶隆の孫である直綱の次男が養子となって跡を継ぎ、美濃郡上八幡藩主・遠藤慶利となった。